# جون أنديرسون
جون أنديرسون (بالإنجليزية: John Anderson)‏ (1878 في المملكة المتحدة - 2000) هو لاعب كرة قدم بريطاني (وحمل سابقاً جنسية المملكة المتحدة لبريطانيا العظمى وأيرلندا) في مركز نصف الجناح. لعب مع نادي أرسنال ونادي بورتسموث وكروك تاون ‏.